# 4710 Wade
För andra betydelser, se Wade.
4710 Wade eller 1989 AX2 är en asteroid i huvudbältet som upptäcktes den 4 januari 1989 av den australiensiske astronomen Robert H. McNaught vid Siding Spring-observatoriet. Den är uppkallad efter upptäckarens vän, Wade R. Butler.
Den tillhör asteroidgruppen Matterania.